# 藤沢ミつ
藤沢 ミつ（ふじさわ みつ、明治9年（1876年）4月9日?(実際は明治23年頃か) - 平成2年（1990年）1月17日）は、長寿日本一とされていた長野県諏訪郡下諏訪町の女性。「藤沢 ミツ」、「藤沢 みつ」という表記も見られるが、「ミつ」が正しい。

## 来歴
明治時代、長野県の北信地方生まれ。結婚後、新潟県で暮らしていたが、昭和の初め頃に長野県に戻ってきた。
1986年5月21日、津川イネの死去により日本最高齢と認定された。
1990年ミつの年齢に疑いがあり厚生省が再調査を行った。この時の調査では戸籍に誤りはないとされた。
しかし、のちの日本長寿者顕彰委員会の調査と藤沢の家族の証言によれば本名は「藤沢 コサヨ」で生年は1890年（明治23年）とされた。ミつとは幼児期に死亡したコサヨの姉であり、コサヨが戸籍を引き継いだため年齢が14歳ほど水増しされたという。
この場合、彼女の没年齢は113歳ではなく、99歳17日 - 100歳16日となる。つまり、100歳にも達していなかった可能性もある。このため、日本最高齢は竹原セキとなり、竹原が死去した後は白浜ワカとなった。